# Ruay Yebabli
Ruay Yebabli (en árabe: رؤي جبابلي‎; 17 de noviembre de 1997) es un deportista tunecino que compite en atletismo adaptado. Ganó cuatro medallas en los Juegos Paralímpicos de Verano, en los años 2020 y 2024.

## Palmarés internacional
| Juegos Paralímpicos | Juegos Paralímpicos | Juegos Paralímpicos | Juegos Paralímpicos |
| Año                 | Lugar               | Medalla             | Prueba              |
| ------------------- | ------------------- | ------------------- | ------------------- |
| 2020                | Tokio (Japón)       | Medalla de plata    | 1500 m T13          |
| 2020                | Tokio (Japón)       | Medalla de bronce   | 400 m T12           |
| 2024                | París (Francia)     | Medalla de plata    | 1500 m T13          |
| 2024                | París (Francia)     | Medalla de bronce   | 400 m T12           |